# Стјепан Љубић
Стјепан Љубић (Вирје, 11. август 1906 — Загреб, 14. август 1986) бивши је југословенски бициклистички репрезентативац, специјалиста за друмски бициклизам и спортски функционер.

## Биографија
Бициклизмом се почео бавити 1924. у Бјеловару, најлре као члан Бисиклистичке секције  Бјеловарског грађанског шпортског клуба (БГШК), а накок фузије са Хрватским соколом , члан је клуба Сокол у Бјеловару.
Учествоваио је на 9. Летњим олимпијским играма 1928. у Амстердаму у друмској бициклистичкој трци где је у појединачној трци (168 км) резултатом 5.55:27 освојио 48 место од 75 учесника. Екипа у којој су поред њега били Јосип Шолар (37), Љубић]] (48) и Јосип Шкрабл (53) (за екипу су бодована само три најбоља) заузела је 12 место од 15 екипа резултатом 16.47:53 часа.
Године 1930. победник је друмске трке Бјеловар—Осијек. Од 1932. члан је Бициклистичке секције Првох  хрватског грађанског шпортског клуба у Загребу.
Године 1936. учествује као независни возач (категорија између аматера и професионалаца) на Тур де Франсу. Није завршио трку. Те године су се на такмичењу учествовала четворице Југословена и четири Румуна, први бициклисти на Тур де Франсу из Источне Европе. Али Љубић је постао  први бициклиста из Источне Европе који се такмичио на Олимпијским играма и Тур де Франсу.
На првенствима Југославије 1928. и 1933. заузео је друга места, а 1937. треће.
На његову иницијативу Илустроване спорске новости из Загреба организује прву етапну трку у Југославији под називом „Хроз Хрватску и Словенију”, која је трајала три дана. Покретач је и организатор  велике Бициклистичке трке Трст—Варна кој је одржана од 26. августа до 9. септембра 1945., бициклистичке трке Алпе—Адрија која се одржава од 1967. и бројних другоих трка у којима је био стручни руководиллац и директор.
Од 1948. до 1973. нбио је секретар  Бисиклистичког савеза Хрветске; од 1973—75 председник Бициклистичког савеза Југославије, а после тога члан Преседништва тог савеза и члан Извршног одбора Бицикистичког савеза Хрватске. Од 1950. заступа Бициклистички савез Југославије  у многим међународним форумима и комисијама.
Писац је стручних чланака о бициклизму у дневној спортској и стручној штампи, уређује бицилистичке билтене и алманахе.
Улица Стјепана Љувбича  у Зегребу, зове се у његову част, а у Подравини се одржава бициклистичка трка под називом „Меморијал Стјепана Љубића”.